# Stomatitida
Stomatitida je zánět sliznice dutiny ústní. Může se projevovat se zarudnutím a zduřením sliznice, bolestivostí, tvorbou puchýřků, aft až vředů. Příčinou stomatitid jsou nejčastěji infekce virového původu, případně bakterie, popálení, mechanické poškození sliznice. U lidí je nejčastějším typem tzv. herpetická aftózní stomatitida neboli herpetická gingivostomatitida, způsobená lidským herpesvirem HSV-1. Projevuje se tvorbou bolestivých aft o velikosti do 0,5 cm na dásních, jazyku a lícních částech sliznice ústní dutiny. U nemocných jedinců může nastat i horečka, nechutenství, nadměrné slinění.
U zvířat jsou známy stomatitidy s těžkým průběhem, například při slintavce a kulhavce, hlavničce, vezikulární stomatitidě či vezikulární chorobě prasat.